# Каронни, Паоло
Паоло Каронни (итал. Paolo Caronni; 12 марта 1779, Монца, — 3 марта 1842, Милан) — итальянский гравёр.

## Биография
Родился в семье оперных певцов.
Окончил школу гравировки при Академии изящных искусств Брера в Милане. Был одним из лучших учеников гравёра Джузеппе Лонги.
Большинство работ Каронни представляют собой воспроизведение на меди картин итальянских художников эпохи Возрождения.
Умер от инфаркта во время работы.

## Основные произведения
- «Видение Иезекииля» по Рафаэлю (1825)
- «Александр и Дарий» по Лебрену (1818)
- «Венера кормит младенца Купидона» по Пармиджанино.
- «Венера крадет лук Купидона» по Прокаччини.
- «Богородица с младенцем» по Сасоферрато.
- «Триумф Давида» по Доменикино.
- «Портрет Рафаэля Моргена»